# Plaza e Iglesia de la Concepción (Coyoacán)
La Plaza y la iglesia de la Inmaculada Concepción, comúnmente llamadas "La Conchita", son parte de un barrio antiguo de Coyoacán, que proviene de la época del Virreinato de la Nueva España.

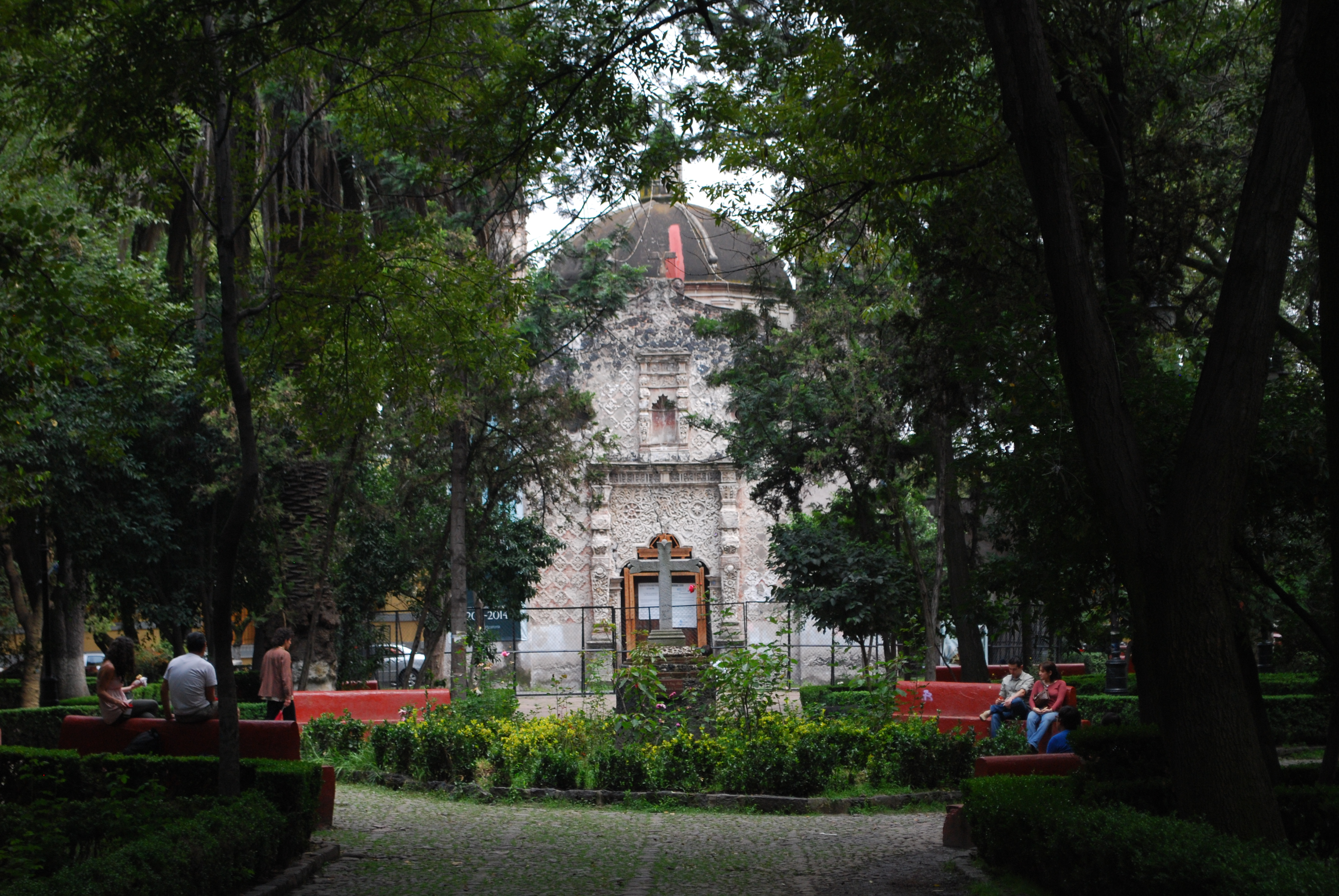
Plaza e Iglesia de la Concepción vistas desde la cruz atrial

## Historia del Barrio
Después de la conquista, Hernán Cortes comenzó a edificar diversos lugares, están las casonas antiguas, la Plaza e Iglesia de Santa Catarina (Coyoacán), la Iglesia de San Juan Bautista (Coyoacán), y especialmente, el Antiguo Palacio del Ayuntamiento de Coyoacán, que en aquel entonces era el Palacio de Hernán Cortés precisamente, entre otros.
Cuando Hernán Cortés llegó a lo que hoy es México, se cautivó por una mujer indígena llamada La Malinche, ella se convirtió en su mujer, así como su traductora. Hernán mandó construir una casa, que ella prefirió en rojo, y la casa tenía un jardín amplio, entonces Hernán mandó construir la iglesia de la Concepción, dedicada a la Virgen, y al cuidado de los Franciscanos. 
El barrio se preservó, se mandó construir calles, y casas todavía en época virreinal, resplandeció en el siglo XIX, y el atrio de la iglesia se convirtió en plaza. 

## La Iglesia de la Inmaculada Concepción
La Iglesia de la Concepción es de gran importancia, tanto cultural, como religiosa e incluso arqueológica. 

### Historia
En la conquista, Hernán, devoto católico, mandó edificar una capilla, la cual sería la primera iglesia de la Nueva España. Un detalle notable es que se construyó sobre un altar tolteca, se puede decir que Cortés construyó la capilla sobre este altar para evangelizar, esto se descubrió hasta mayo de 2013. La Iglesia se dedicó en 1525, posiblemente por Fray Julián Garcés que era obispo de Yucatán y Tlaxcala, ya que Fray Juan de Zumárraga entró como obispo hasta 1528, a menos de que un fraile haya recibido autoridad para consagrar altares en la Nueva España, algo claro es que el retablo del altar que se usaría, ya estaba terminado para ese entonces.
A finales del siglo XVII, se reedificó el templo, agregando nuevas bóvedas en la techumbre, la linternilla de la cúpula, y se quitó la cerca del atrio.
Al igual que las otras iglesias antiguas de Coyoacán, en época de las Leyes de Reforma y la Guerra Cristera, la iglesia se clausuró, y fueron saqueados todos los elementos litúrgicos; cálices, custodias, incensarios entre otros tantos. 
En 1932 el edificio fue declarado monumento histórico nacional y cultural, por la roca, historia, arquitectura y arte localizado en este recinto.

### Estructura
Cada detalle de la iglesia es un tesoro, pues cada ornato está elaborado artísticamente, y tiene un pasado de historias y leyendas. 

#### Fachada
Con rica ornamentación barroca, hecha de tezontle y piedra volcánica, tiene una portada con un Arco mixtilíneo, dos columnas, una de cada lado de la puerta, estilo Estípite, ambas columnas sostienen una cornisa a la altura del piso del coro, en la parte superior se encuentran dos ventanas estilo mixtilíneo en el coro. 
Al centro, entre las dos ventanas corales, se encuentra un nicho para exhibir una imagen, el nicho tiene decoración a ambos lados de columnas estípites, el orden de decoración del nicho sigue el mismo patrón de la portada central. Ese nicho estuvo y sigue vacío. 

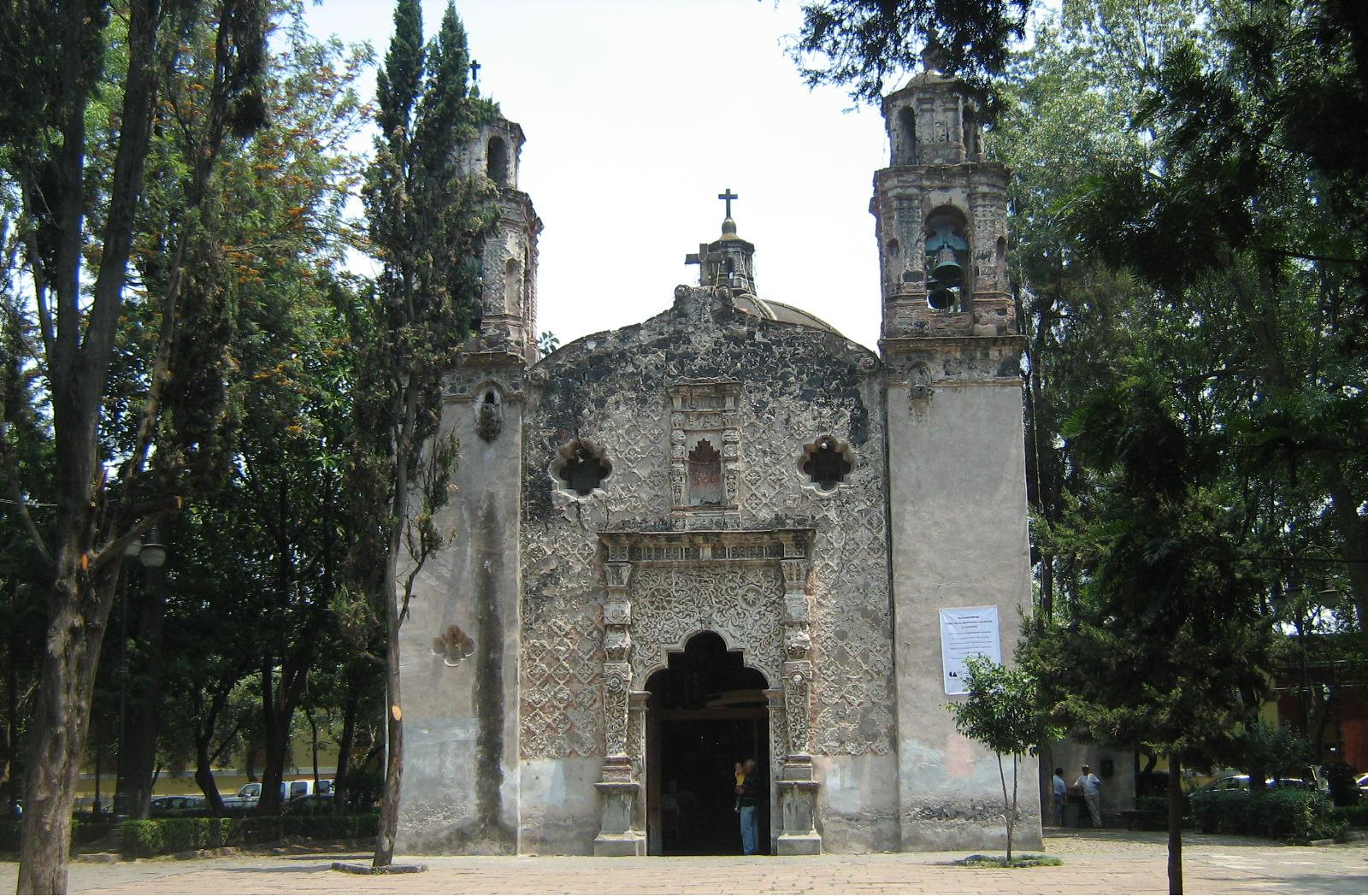
Fachada Central de la Iglesia

Todo el muro de la fachada tiene ornamentos de rombos, así como estucados 
En los cuales se puede descansar . 

#### Nave central
Es sencilla, de forma rectangular, está dividida en cuatro cuadros, delimitados por columnas que conforman arcos en la bóveda, el primer tramo pertenece al área del nártex, el coro y los campanarios, el segundo tramo tiene área para los fieles, el tercer cuadro es el central y tiene la cúpula al techo, el cuarto tramo es el área del presbiterio. En la nave central se encuentran las bancas para los fieles.

#### Presbiterio
Se localiza sobre dos escalones, tiene del lado izquierdo una credencia y sillas. Al lado derecho está la puerta a la sacristía.

#### Campanarios
La iglesia tiene dos torres de campanas, son de dos cuerpos, una de cada lado de la fachada, contienen escaleras de acceso al coro y la azotea del templo. Los campanarios tienen decoro de columnas toscanas, y arcos de medio punto, son rematadas con cúpulas. Cada torre tiene espacio para cuatro campanas, dando un total de ocho campanas, actualmente existen dos por torre, en total de cuatro campanas; dos esquilas, una esquila fija y una campana fija.

### Actualidad de la iglesia
La iglesia de la Concepción, conocida localmente como La Conchita, preserva su decoración barroca de aquellos tiempos del siglo XVI y XVII. Algunos objetos de adorno de la iglesia son:
- Retablo de columnas salomónicas, ornamentado con pinturas de autores anónimos, así como estatuas del sagrado corazón de Jesús, San Judas Tadeo, y San Francisco de Asís.
- Imagen de la Inmaculada Concepción de la Virgen, escultura de madera del siglo XVII.
- Pintura: Cristo Crucificado de Joseph Mota, óleo sobre tela siglo XVIII
- Pintura: Virgen de Guadalupe y sus apariciones, autor anónimo.
- Pintura: Los Santos Óleos de Leandro Díaz, óleo sobre tela. Fecha desconocida.
- Campana donada por los fieles del Barrio de la Concepción.

#### Trabajos de restauración y derrumbe
La capilla actualmente está en remodelación, el deterioro de la construcción es tal, que todo el edificio se está partiendo por la mitad. La iglesia se clausuró en 2011 por obras de reconstrucción y mantenimiento, tal es el caso que hubo un derrumbe de yeso y pintura de la bóveda central y la cúpula. Para remediar la fisura y como remedio temporal, la construcción está actualmente sujetada de un lado con otro por medio de cintos de acero y fierro a presión. También se tienen planes para arreglar los cimientos. 
Se tenían planes de reabrir la iglesia el 8 de diciembre de 2013, en la solemnidad de la Inmaculada Concepción. 

#### Descubrimientos arqueológicos
El 2 de mayo de 2013, durante los trabajos de remodelación, se encontraron alrededor de 150 cadáveres de indígenas, también se encontró un altar tolteca debajo de la nave central. Los restos óseos siguen en investigación médica forense. Se planea que en 2014 se pueda construir un subsuelo para los visitantes. 

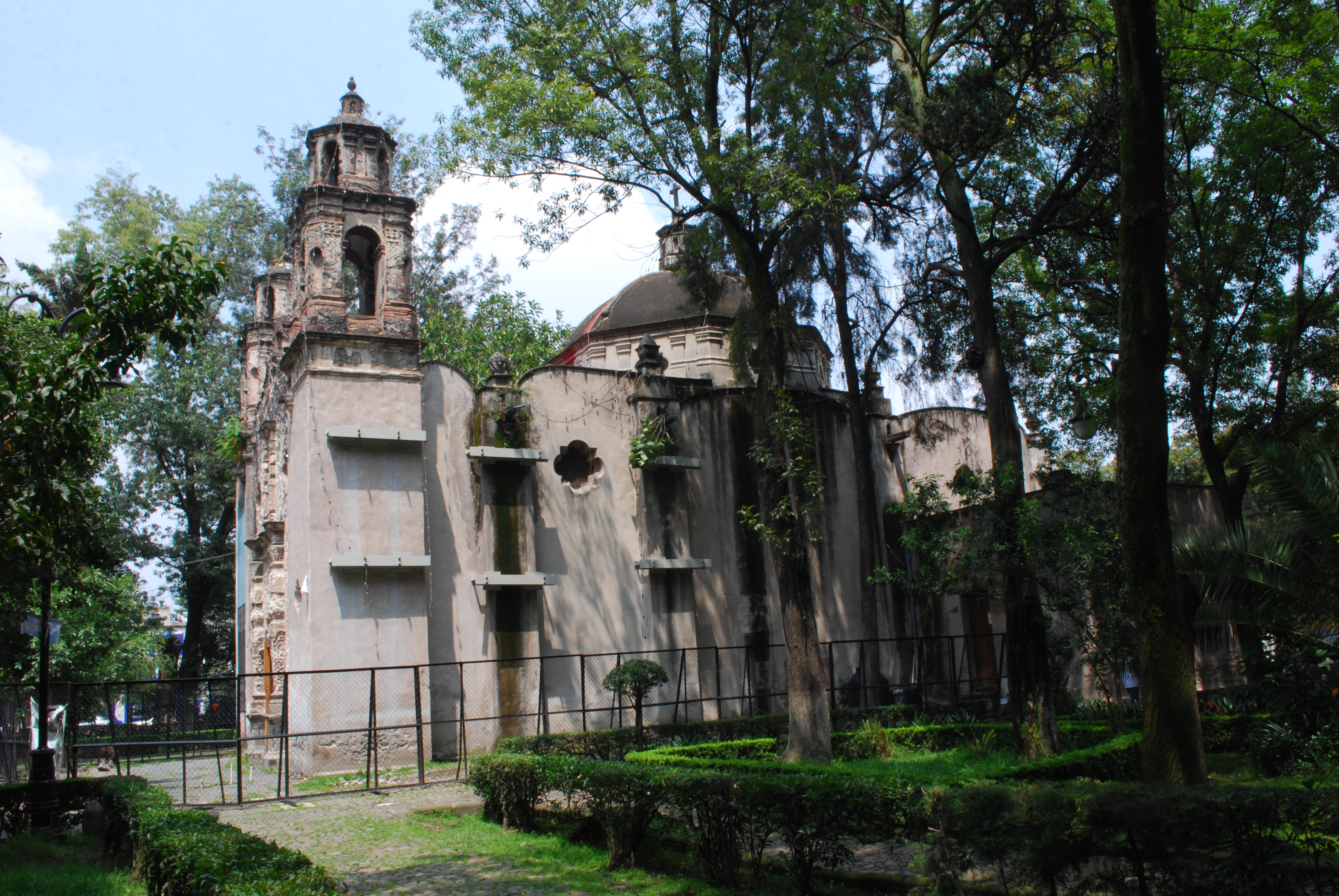
Lado derecho de la iglesia en 2012 bajo los trabajos de restauración, nótese los cintos de acero

La Parroquia de Coyoacán financió gran parte de la restauración con limosnas, a partir de estos descubrimientos, el INAH y la CONACULTA entraron y contribuyeron con los gastos.

## Plaza de la Conchita
La plaza de la Concepción, al igual que la Iglesia de Coyoacán, y la Iglesia de Santa Catarina, fue el atrio de la iglesia, pues era el parque donde estaba la iglesia.

### Historia
Coyoacán recibe su nombre del náhuatl "Coyuhuacan", compuesto por "Coyu", coyote y "huacan", gente, por tanto 'gente de los coyotes'. En donde ahora se encuentra la Iglesia de la Conchita, estaba un adoratorio tolteca, así como 159 tumbas, esto se descubrió en mayo de 2013.
Al igual que la iglesia, la plaza se construyó al mismo tiempo con piedra volcánica sencillamente labrada para adoquinar la plaza, se cree que la plaza era el jardín de la casa de Malintzin, y la iglesia era la capilla de ella también, en donde celebraban ceremonias religiosas antes de la edificación del templo de San Juan Bautista. Después de fallecer la Malinche, la capilla y el terreno fueron heredados por sus descendientes. La plaza fue cercada contra ataques, y por ser terreno de la familia.
En el siglo XVII, se puso una cruz atrial, estilo barroco, que ahora la representa una réplica, pues su antecesora original pereció durante la Guerra Cristera. También en el siglo XVII, los frailes franciscanos, recibieron la capilla por ser parte del área parroquial, por tanto, decidieron derribar la barda atrial. Los árboles se cuidaron pero aún se preservan desde la época novohispana.
Durante los siglos posteriores, en la capilla se siguieron celebrando ceremonias, y el parque ha estado abierto para los visitantes. 

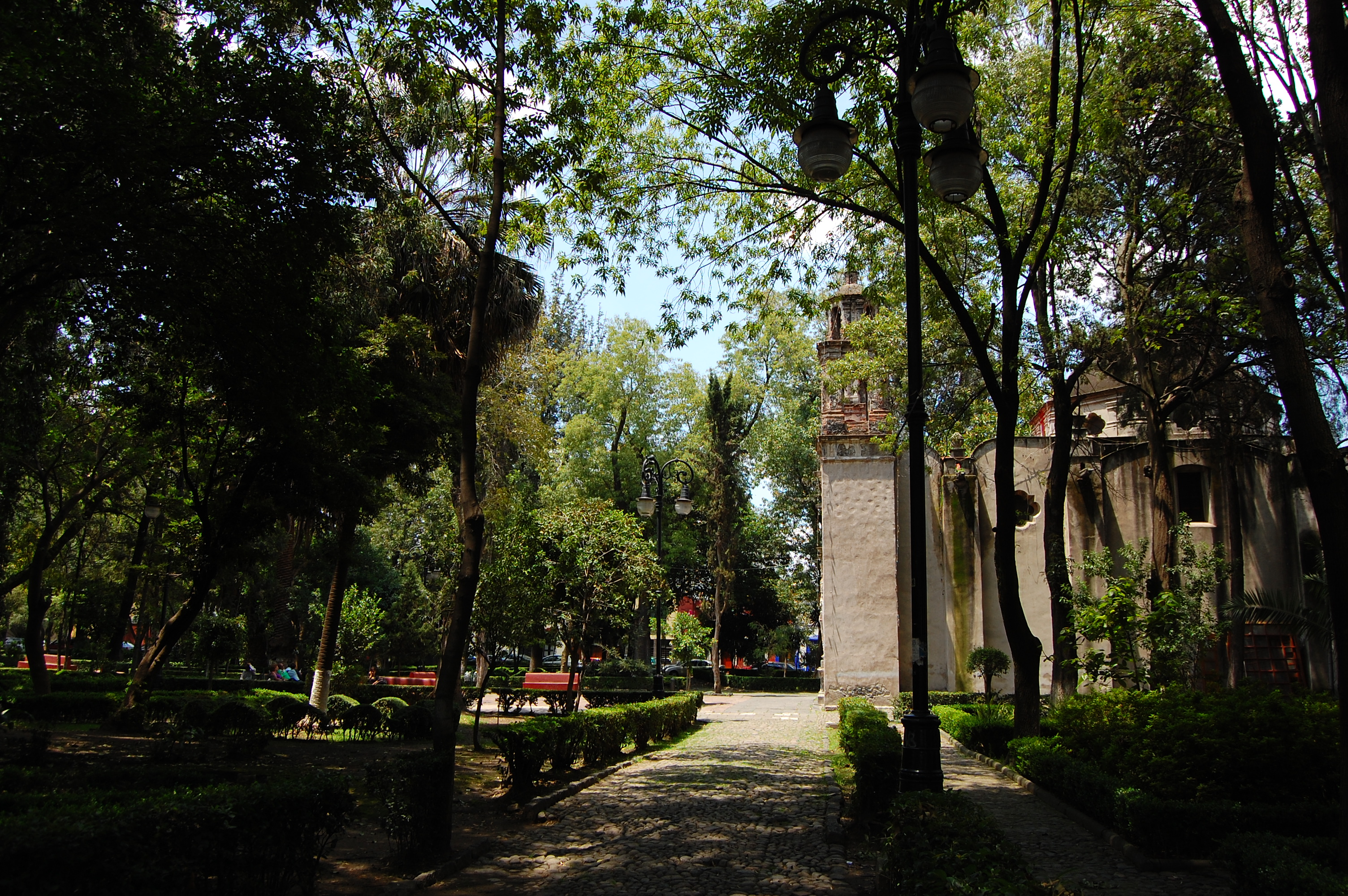
Plaza de la Conchita

### Actualidad
Al igual que los otros barrios, el parque es preservado por la delegación Coyoacán con los impuestos recaudados. 

#### Fiesta Patronal
Cada 8 de diciembre, se lleva a cabo la fiesta patronal, con el motivo de la celebración de la Solemnidad de la Inmaculada Concepción de la Virgen María.
En esta fiesta, se llevan juegos mecánicos y de destreza, artesanías, comida, dulces, se quema un castillo pirotécnico, y corren toritos de cartón encendidos, y muñecos de papel maché. La procesión inicia desde la mañana con la estatua de la virgen, que se adorna ricamente con telas elaboradas en hilo de oro, y lana de diversos colores. La imagen se eleva en procesión por las calles del barrio de la Concepción, y al llegar a la iglesia, se recibe con aplausos de júbilo y el vuelo de campanas, posteriormente se celebra una Misa solemne para esta ocasión tan especial.

#### Leyendas
Existen varios rumores alrededor de estas edificaciones, pues son las más antiguas de la Nueva España, algunas leyendas cuentan que se aparece La Llorona que aseguran es la Malintzin, otros afirman que Malintzin se casó con Cortés en esta hacienda, pero a los dos años de casados, él la abandonó, y por eso afirman que cualquiera que se case en la Conchita, tendrá un matrimonio corto. Afirman que también se ven espíritus danzando afuera de la capilla a modo tolteca.
En el corazón de Coyoacán, justo en frente del Jardín de la Conchita, se ubica La Casa Colorada una casona del siglo XVI, por su tipo virreinal, es sin duda la construcción más antigua de Coyoacán, se encuentra ubicada entre las calles Vallarta e Higuera, es de muros gruesos, pintados de rojo, y grandes ventanales con barrotes de forja, como una fortaleza. Se asegura que allí vivieron durante un año, probablemente hacia 1521 o 1522 Hernán Cortes y La Malinche.
Con el tiempo le fue agregado a la casona una segunda planta, pero en la actualidad no se le pueden hacer modificaciones sin la autorización del Instituto Nacional de Antropología e Historia debido a que es un monumento colonial.
Sin embargo, algunos historiadores refieren que el edificio virreinal no fue habitado por Cortés y la Malinche, ni tampoco fue campamento militar, por lo que es errónea la atribución popular que se hace de dicho recinto, ya que se trató de un obraje y de cárcel local hacia el siglo XVIII.
Se dice que en los años 40, inicio de los 50, en la línea de tranvías que corrían del centro de Coyoacán a San Ángel, pasaba algo que hasta los choferes incrédulos y los considerados más valientes de la época temían tanto que no aceptaban de buena gana la última corrida del tranvía, que era de Coyoacán a San Ángel colonial. La ruta iniciaba en la base de este transporte, que se encontraba al costado norte de la Iglesia de San Juan Bautista, dicha iglesia albergaba a frailes franciscanos, que hacían sus recorridos a pie visitando a sus enfermos y ancianos, pues bien, los tranvías partían de lo que hoy en día se conoce como parque Hidalgo, seguían su trayecto pasando por lo que hoy se conoce como plaza Centenario (se ha de saber que estas plazas no existían en ese entonces) avanzaban por la calle de Francisco Sosa, hasta llegar a la plaza Santa Catarina lugar donde se dice que aparecía el personaje vestido de fraile franciscano con los pies descalzos, se dice que en ocasiones llegaba caminando por la calle Prolongación Melchor Ocampo a espaldas de lo que hoy se conoce como la Casa de la Cultura “Jesús Reyes Heroles”, se murmura que en el callejón del aguacate visitaba a un enfermo que murió en sus brazos y que él mismo enterró en lo que era el panteón, que se encontraba a espaldas de la iglesia. Y justo en el cruce de Melchor Ocampo y Francisco Sosa, abordaba el último tranvía rumbo a San Ángel y pagaba el pasaje con pequeñas piedrecillas que semejaban un puñado de huesecillos. Pasando frente al convento de San Vicente de Paul, más adelante la casa de Pedro de Alvarado hasta llegar a la capilla de San Antonio Panzacola, donde los choferes y algunos trasnochadores aseguraban que no sabían cómo había bajado del tranvía, solo se percataban que ya no se encontraba a bordo y solo quedaba un silencio sepulcral que helaba los huesos de los que presenciaban el hecho.
- Según un relato publicado por la Iglesia y restauradores del INAH, El 8 de diciembre de 2011, ocurrió un temblor de 6.7 grados ( justo el mero día de la celebración de la inmaculada Concepción), al momento del temblor y por milagro divino ( sentido religioso de la palabra ), se unieron las grietas de las columnas y bóvedas de la iglesia, (que se encontraba en proceso de restauración). Aunque se siguió con las obras de restauración, años más tarde.

## Filmografía
- Tizoc. (Es una película mexicana protagonizada por Pedro Infante y María Félix en 1956, escrita por Manuel R. Ojeda y Carlos Orellana y dirigida por Ismael Rodríguez).[1]
- Perdóname todo.( es una película mexicana filmada en 1995, narrada en tiempo real, protagonizada por José José y Alejandra Ávalos).[2]

•"El vagabundo" película mexicana filmada en 1953. Protagonizada por Germán Valdez "Tintan" Después de poder comer por fin, una Navidad el protagonista está feliz.  Baila y canta el tema musical "vagabundo feliz" bajo la lluvia precisamente en la plaza de la Conchita y al terminar ingresa a la Iglesia a dar gracias a Dios.